# Життя прекрасне (фільм, 1997)
«Життя прекрасне» (італ. La vita è bella) — італійська трагікомедія 1997 року. У головних ролях Роберто Беніньї, Ніколетта Браскі. Роберто також виступив режисером фільму. Фільм розповідає про життєрадісного італійського єврея Гвідо Орефіс, який є власником книжного магазину. Він закохується у жінку на ім'я Дора, з якою пізніше одружується та заводить родину разом зі сином, на ім'я Джозуе. В один день, його та дружину з сином депортують нацисти з Італії до концтабору. Попри жахливу обстановку, Гвідо всіма силами намагається розвеселити свого сина, аби вберегти від жорстокої реальності.
Відразу після виходу картина отримала широке міжнародне визнання. При бюджетті в 20 млн доларів фільм зміг зібрати 229 млн у світовому прокаті. У 1998 році фільму був присуджений Гран-прі Каннського кінофестивалю, в тому ж році кінострічка була представлена на Оскар в семи номінаціях («Найкраща музика», «Найкраща чоловіча роль», «Найкращий фільм», «Найкращий іноземний фільм», «Найкращий сценарій», «Найкраща режисура», «Найкращий монтаж»). Дві статуетки Оскара отримав Роберто Беніньї, як Найкращий актор і як режисер Найкращого іноземного фільму, за музику до кінофільму Оскар отримав Нікола Пйовані. Частково зйомки фільму проходили в Ареццо, на батьківщині режисера.

Заголовок фільму походить з записок Лева Троцького. У Мексиці, передчуваючи швидку смерть від рук агентів НКВС, він писав: 
|  | Життя прекрасне. Нехай прийдешні покоління очистять його від зла, гніту, насильства і насолоджуються ним повністю. |

Станом на 1 березня 2024 року займає 26-ту позицію у списку 250 найкращих фільмів за версією IMDb.

## Сюжет

### Акт перший
Фашистська Італія, 1939 рік. Із села до міста Ареццо приїжджає життєрадісний та обдарований надзвичайним почуттям гумору італійський єврей на ім'я Гвідо до свого дядька Елізео, який працює у ресторані готелю. Випадково зустрівши шкільну вчительку Дору, він з першого погляду закохується в неї. Наступного разу він бачить її з чоловіком на ім'я Рудольфо, багатим, але жадібним місцевим політиком. Поступово він завойовує її своїми «чарівними» фантазіями, своєю безмежною щирістю і неймовірним почуттям гумору. Дора і Гвідо одружуються, відкривають свою книжкову крамничку і незабаром у сім'ї з'являється син Джозуе. Фільм у першій своїй частині здається доброю і романтичною казкою.

### Акт другий
Та невдовзі вибухає Друга світова війна, починаються переслідування євреїв, після окупації Північної Італії нацистськими військами, і коли Дори не було вдома, Гвідо, його сина і старого дядька Елізео забрали, щоб відправити до концентраційного табору разом з іншими євреями. Хоч Дора не була єврейкою, вона добровільно сідає на той самий поїзд, щоб бути разом з сім'єю. Чоловіків та жінок розміщують в окремих вагонах, тому Гвідо та Дора не бачили одне одного протягом своєї подорожі. У таборі старших немічних чоловіків і жінок, а також малих дітей, вбивають у газових камерах. Дядько Гвідо вмирає у газовій камері незабаром після прибуття до табору. Джозує принципово відмовляється іти разом з іншими дітьми до душової кабіни, коли їм наказували іти, оскільки сам не любить приймати душ. Насправді душові кабіни потім виявляються газовими камерами, в яких заводили малих дітей та вбивали. Щоб врятувати сина і щоб він не боявся, Гвідо пояснює йому, що все, що відбувається навколо — це гра на виконання різних завдань, призом у якій буде справжній танк. Для отримання головного призу необхідно набрати 1000 балів, які даються при безумовному виконанні ряду правил: забороняється показуватися на очі солдатам, плакати, скаржитися і просити їсти. Натомість бути тихим та ховатись від охоронців табору надається додаткові бали. Дитина вірить своєму татові, та продовжує гру, коли той переконує його продовжувати, попри смерть, біль і кров навколо, що це тільки гра.
Гра триває доти, поки не надходить звістка, що американські війська наближаються до табору, що спричиняє паніку серед начальства табору. Гвідо каже синові, що вони набрали 1000 балів та дає останнє завдання сховатися і не виходити, поки всі не підуть та не прибуде обіцяний танк. Гвідо знаходить свою дружину, але його ловить німецький солдат та відводить його для страти. В момент коли Джозуе ховається, німецький охоронець відводить Гвідо до кутка та застрелює його. Американські війська на танках звільняють табір, одного з них зустрічає Джозуе, радіючи, що він переміг в грі та виграв танк, не знаючи, що його батько загинув. Американський солдат дозволяє Джозуе проїхатись з ним на танку.
Подорожуючи до безпечного місця разом з іншими в'язнями та американськими солдата, Джозуе зустрічає свою маму та возз'єднується з нею. Поки молодий Джозуе з радістю розповідає мамі, про те як він виграв танк, дорослий Джозує на задньому плані монологом розповідає, як його батько пожертвував собою заради його життя і який подарунок він йому зробив.

## В ролях
| Актор(ка)           |     | Роль                |
| ------------------- | --- | ------------------- |
| Роберто Беніньї     | …   | Ґвідо Орефіче       |
| Ніколетта Браскі    | …   | Дора Орефіче        |
| Джорджіо Кантаріні  | …   | Джозуе Орефіче      |
| П'єтро Де Сілва     | …   | Бартоломео          |
| Амеріго Фонтані     | ... | Рудольфо            |
| Клаудіо Альфонсі    | ... | друг Рудольфо       |
| Джустіно Дурано     | …   | Елісео Орефіче      |
| Франческо Ґуццо     | …   | Вітторіо            |
| Раффаелла Леббороні | …   | Елена               |
| Сергіо Вустік       | ... | Феруссіо            |
| Г'юліяна Лоходісе   | ... | директорка          |
| Маріса Паредес      | …   | мати Дори           |
| Горст Бухгольц      | …   | доктор Лессінг      |
| Лідія Альфонсі      | …   | Ґвіччіардіні        |
| Річард Самель       | ... | військовий Вафен-СС |
| Омеро Антонуті      | ... | оповідач            |

## Процес створення
Фільм знімався між листопадом 1996 та квітнем 1997 року в таких містах як Ареццо, Монтеваркі, Кастільйон-Фьорентіно, Рим та Папіньо.
Режисер Роберто Беніньї разом Вінченцо Черамі надихались історією Рубіно Салмоні та його книгою В кінці, я переміг Гітлера, яка містила в собі елементи іронії та чорної комедії. Поштовх до написання сценарію надав Рубіно Сальмоні, який розповів Беніньї свою історію в'язня концтабору Аушвіц, яка була потім описана у його книжці. Салмоні був італійським євреєм, який пережив Голокост та возз'єднався зі своєю родиною, однак його брат був вбитий.
Режисер також в основу історії взяв історію свого батька. Він провів близько двох років у концентраційному таборі Берген-Бельзен разом зі своїми дітьми та намагався їх вберегти від жорстокої реальнотсі, фільм частково базується на його розповідях. Його батько був членом Італійської армії у 1943. Роберто бен так розповідав про свою філософію: "Я казкар: суть справи в тому, щоб досягти краси, поезії, неважливо, це комедія чи трагедія. Вони однакові, якщо ви досягнете краси ".
Концентраційним табором для фільму стала стара фабрика недалеко від Папіньо (провінція Терні). При створенні фільму режисер покладався на розповіді історика Марчелло Пецетті та Шломо Венеціа, який пережив Аушвіц. Його друзі не радили знімати фільм, оскільки він комік, а не єврей, і Голокост не цікавив його встановлених слухачів. Через те що він язичник, Беніньї консультувався з Центром документування сучасного юдаїзму у Мілані та використав історичні неточності, щоб відрізнити свою історію від справжнього Голокосту, про що він сказав що тільки документальні фільми та інтерв'ю тих, хто вижив, можуть забезпечити «правду».

### Вихід
Фільм вийшов на екрани в грудні 1997 р. тривалістю 122 хвилини. Потім Беніньї скоротив фільм до 116 хвилин та додав у кінці голос Джозуе дорослого (у виконанні Омеро Антонутті). Власне ця версія і була представлена на Каннському кінофестивалі у 1998 році та вийшла на закордонні екрани й доступна в DVD версії.

## Музика до фільму
Автор музики Нікола Пйовані був нагороджений Оскаром за найкращу музику у 1999 році. Композиція Життя прекрасне була записана (з текстом) ізраїльською співачкою Ноа під назвою «Beautiful That Way». Альбом зі саундтреком виграв Премія «Оскар» за найкращу музику до фільму та був номінований на премію Греммі, як "Найкраща інструментальна композиція, написана для кінофільму, телебачення або інших візуальних медіа".

### Треки
1. Buon Giorno Principessa
2. La vita è bella
3. Viva Giosuè
4. Grand hotel valse
5. La notte di favola
6. La notte di fuga
7. Le uova nel cappello
8. Grand hotel fox
9. Il treno nel buio
10. Arriva il carro armato
11. Valsa Larmoyante
12. L'uovo di struzzo-Danza etiope
13. Krautentang
14. Il gioco di Giosuè
15. Barcarola
16. Guido e Ferruccio
17. Abbiamo vinto (кінцеві титри)

## Прокат
На екрани італійських кінотеатрів фільм вийшов 19 грудня 1997 року й одразу завоював прихильність публіки та критиків.
В США глядачі побачили фільм у вересні 1998 року, щоправда, деякі епізоди були вирізані та відсутній персонаж Лідії Альфонсі. Американські критики також позитивно відгукнулися на фільм, який зібрав 57 мільйонів доларів.
23 серпня 1999 року американські глядачі побачили Життя прекрасне, дубльоване англійською, проте ця версія зазнала невдачі. Голос Беніньї замінив американський актор Джонатан Ніколс, дубляж Дори виконала неаполітанка Іларія Бореллі, а Джозуе — напівіталієць і напівамериканець Джеймс Фальцоне.
10 січня 1999 р. Папа Іван-Павло II побачив фільм під час приватного перегляду з Роберто Беніньї та назвав його одним з п'яти його улюблених фільмів.
Вперше на широкі телеекрани фільм вийшов 22 жовтня 2001 р. на телеканалі Rai 1, і його переглянуло 16 080 000 глядачів, тим самим побивши рекорд перегляду на італійському телебаченні. Попередній рекорд протримався з 1988 року і належав фільму «Il nome della rosa» (Ім'я троянди) — 14 672 000 глядачів.

## Критика
На відміну від інших фільмів Роберто Беніньї, які часто сприймалися контроверсійно, «Життя прекрасне» отримало схвальні відгуки. На сайті Internet Movie Database фільм отримав оцінку 8.5 з 10. На сайті Rotten Tomatoes фільм отримав 81 % "свіжості", сумарно з 93 ліцензіями зі середньою оцінкою 7.5/10, водночас фільм отримав 91 % "свіжості" від простих глядачів. На сайті Metacritic фільм отримав 58 балів зі 100, базуючись на 32 оцінках критиків в категорії "змішані та середні", водночас базуючись на 349 оцінках звичайних глядачів, фільм має оцінку у 77 балів з 100.
Американський кінокритик Роджер Еберт заявив:
Річард Счікель для журналі Time написав:
Нелл Мінов для організації Common Sense Media написав:
Водночас, у 2006 американський режисер та сценарист єврейського походження Мел Брукс негативно висловився щодо фільму у німецькій газеті Der Spiegel, назвавши його тим, що це тривіалізувало страждання в концтаборах.
Єврейський письменник та художній критик Кобі Нів написати книгу Життя прекрасне, але не для євреїв, яка була опублікована у 2000 на івриті та через три роки перекладена на англійську, в якій він аналізує фільм з точки зору критика та зазнав, що наявний посил фільму є шкідливим наративом для євреїв.
ФІльм також піддався критиці через сцену з американськими військовими та танком M4 Sherman у кінці фільму зі звільненням концентраційного табору. Однак, в реальності концтабір Аушвіц був звільнений Червною армією, в той час як Берген-Бельзен був звільнений британськими солдатами. Хоча чимало користувачів інтернету стверджували, що це був історичний ревізіонізм для перемоги на Оскарі, сам Роберто Беніньї заперечив ці ствердження.

### Касові збори
Фільм посів 4 місце серед фільмів з найбільшими касовими зборами в Італії, заробивши 48.7 млн доларів. До 2011 та виходу фільму Кекко Джалоне "Який прекрасний день", він вважався найприбутковішим фільмом Італії. В усьому світі фільм зібрав 229 900 000 доларів. По касовим зборам того часу обійшов фільм італійського виробництва "Поштар" та на той час став найприбутковішим іноземним фільмом у США до виходу фільму "Тигр підкрадається, дракон ховається", який вийшов у 2000.

## Визнання
| - 1999 — Премія Оскар - Найкращий іноземний фільм (Роберто Беніньї) - Найкраща чоловіча роль (Роберто Беніньї) - Найкраща музика (Ніколо Пйовані) - Номінація Номінація найкращий фільм (Ельда Феррі та Джанлуїджі Браскі) - Номінація найкраща режисура (Роберто Беніньї) - Номінація найкращий оригінальний сценарій (Роберто Беніньї і Віченцо Черамі) - Номінація найкращий монтаж (Сімона Паджі) - 1998 — Премія BAFTA - Найкраща чоловіча роль (Роберто Беніньї) - Номінація Найкращий фільм неанглійською мовою (Роберто Беніньї, Ельда Феррі, Джанлуїджі Браскі) - Номінація Найкращий оригінальний сценарій (Роберто Беніньї і Віченцо Черамі) - 1998 — Премія Давид Донателло - Найкращий фільм - Найкраща режисура (Роберто Беніньї) - Найкраща чоловіча роль (Роберто Беніньї) - Найкращий сценарій (Роберто Беніньї і Віченцо Черамі) - Найкращий продюсер (Ельда Феррі, Джанлуїджі Браскі) - Найкраща сценографія (Даніло Донаті) - Найкраща кінематографія Тоніно Деллі Коллі - Найкращі костюми (Даніло Донаті) - Номінація найкращий звук (Туліо Морґанті) - Номінація найкраща музика (Ніколо Пйовані) - 1998 — Європейський кіноприз - Найкращий фільм (Ельда Феррі, Джанлуїджі Браскі) - Найкраща чоловіча роль (Роберто Беніньї) - 1999 — Премія Сезар - Найкращий іноземний фільм (Роберто Беніньї) - 1999 — Las Vegas Film Critics Society Award - Найкращий іноземний фільм - Найкраща режисура (Роберто Беніньї) - Найкраща чоловіча роль (Роберто Беніньї) - 1999 — Премія «Люм'єр» - Найкращий іноземний фільм (Роберто Беніньї) - 1999 — Американська Гільдія Режисерів - Номінація DGA Award (Роберто Беніньї) - 1999 — Премія Гільдії кіноакторів США - Найкраща чоловіча роль (Роберто Беніньї) - Номінація за найкращий акторський склад - 1999 — Асоціація кінокритиків Чикаго (Chicago Film Critics Association Award) - Найкращий іноземний фільм - Номінація найкращий фільм - Номінація найкраща чоловіча роль (Роберто Беніньї) - 1999 — Critics' Choice Movie Award - Найкращий іноземний фільм - Номінація найкращий фільм - 1999 — Kansas City Film Critics Circle Awards - Найкращий іноземний фільм - 1999 — Каннський фестиваль - Ґран-прі (Роберто Беніньї) - НомінаціяЗолота пальмова гілка (Роберто Беніньї) - 1999 — Німецька кінопремія - Найкращий іноземний фільм - 1999 — Французький синдикат кінокритиків - Приз за найкращий іноземний фільм - 2000 — Премія Гойя - Найкращий фільм (премія Гойя) |